# Моисеев, Пётр Арсентьевич
Пётр Арсентьевич Моисеев (6 февраля 1923, дер. Малая Толстуха, Смоленская губерния — 30 октября 2004, Нелидово, Тверская область) — командир отделения 314-го гвардейского стрелкового полка, гвардии старший сержант — на момент представления к награждению орденом Славы 1-й степени.

## Биография
Родился 6 февраля 1923 года в деревне Малая Толстуха Бельского уезда. Окончил 5 классов и в 1941 году ремесленное училище № 3 в городе Ленинграде. Работал слесарем на комбинате «Апатиты» в городе Кировске Мурманской области.
В апреле 1942 года был призван в Красную Армию Кировским райвоенкоматом Мурманской области. В боях Великой Отечественной войны с июня 1942 года. К лету 1944 года воевал в составе 65-й стреловой дивизии, был командиром отделения стрелкового взвода. В составе этой части прошел до конца войны. В июне 1944 года вступил в ВКП/КПСС. Отличился в боях в Карелии, Заполярье и при освобождении Польши.
30 июня 1944 года в ходе Свирско-Петрозаводской операции в бою в районе населенных пунктов Маньга и Теру-Сельга сержант Моисеев заменил выбывшего из строя командира взвода. Поднял воинов в атаку и выбил врага с занимаемого рубежа, захватив обоз и 2 пленных. Затем, удерживая позиции, отбил две контратаки. В последующие дни участвовал в боях за станцию Лоймола.
Приказом по частям 65-й стрелковой дивизии от 16 июля 1944 года сержант Моисеев Пётр Арсентьевич награждён орденом Славы 3-й степени.
Вновь отличился в ходе Петсамо-Киркенесской операции. 19 октября 1944 года в бою за высоту 319,1 сержант Моисеев, командуя отделением, блокировал дзот противника, подавил 2 пулемета. Заменив раненого командира взвода, продолжил выполнять боевую задачу. 25 октября первым во главе бойцов под огнём форсировал реку Мункельвен, захватил плацдарм, чем способствовал успеху полка при преодолении реки.
Приказом по войскам 14-й армии от 27 ноября 1944 года сержант Моисеев Пётр Арсентьевич награждён орденом Славы 2-й степени.
25 февраля 1945 года в боях в ходе Восточно-Померанской операции на подступах к городу Кёзлин гвардии старший сержант Моисеев заменил выбывшего из строя командира взвода и обеспечил выполнение боевой задачи. Продолжал успешно командовать подразделением в следующих боях. 14 марта в столкновениях с гитлеровцами лично уничтожил 4 вражеских солдат и одного пленил.
Указом Президиума Верховного Совета СССР от 29 июня 1945 года за образцовое выполнение боевых заданий командования на фронте борьбы с немецкими захватчиками и проявленные при этом доблесть и мужество гвардии старший сержант Моисеев Пётр Арсентьевич награждён орденом Славы 1-й степени. Стал полным кавалером ордена Славы.
В феврале 1947 года был демобилизован. Вернулся на родину. Работал управляющим отделением совхоза «Партизан» Нелидовского района. С 1953 по 1960 жил в городе Находке Приморского края, работал в порту прорабом. В 1966 окончил техникум мясомолочной промышленности. Работал директором молокозавода в городе Зеленогорске Калининградской области, затем инженером-технологом на Нелидовском заводе станочных нормалей.
Жил в городе Нелидово. Скончался 30 октября 2004 года. Похоронен на кладбище в деревне Березники, Нелидовский район Тверской области.
Награждён орденами Отечественной войны 1-й степени, Славы 3-х степеней, медалями. Почетный гражданин города Нелидово.